# FreeG
FreeG (eigentlich Stefan Fritschi) ist ein Schweizer DJ aus dem Berner Oberland. Er ist spezialisiert auf christliche House-Musik.

## Biografie
Ursprünglich begann Stefan Fritschi alias FreeG als Hip-Hop-Musiker, erst mit 20 Jahren begann er als DJ aufzulegen. 2010 veröffentlichte er sein erstes Album und zwei Jahre später war er als Produzent am Debütalbum des Schweizer DJ-Duos Flava and Stevenson beteiligt. Noch im selben Jahr nahmen sie gemeinsam das Stück Good Time auf. Da das Schweizer Fernsehen es als Untermalung für ihre Berichterstattung vom Spengler Cup verwendete, wurde es sehr populär, es kam in die Top Ten der Schweizer Hitparade und hielt sich 22 Wochen in den Charts. Ausserdem wurde es mit Gold ausgezeichnet.
Einen weiteren gemeinsamen Charthit hatten die drei 2014 mit Talking, einer Auskopplung aus dem dritten Album des Duos, an dem FreeG wie bei den Vorgängern mitproduziert hatte.
Als an christlicher Musik orientierter DJ nimmt FreeG auch immer wieder am PraiseCamp teil, einer christlichen Jugendveranstaltung, die in der Altjahrswoche stattfindet. Zum Jahresende 2014 war er dort mit seinem eigenen Stück Kingdom zusammen mit der deutschen Band Good Weather Forecast erfolgreich. Das Lied schaffte es daraufhin auf Platz 4 der Charts.

## Diskografie
Alben
- Change (2010)
- Refresh
- Wake Up (2014)

Lieder
- Jesus You Are the Light
- Kingdom (featuring Good Weather Forecast, 2014)
- The Great Escape (featuring Sibbyl, 2018)
- Feet in the Sand (2018)

Gastbeiträge
- Good Time / Flava and Stevenson featuring FreeG & Fat-K (2012)
- Talking / Flava and Stevenson featuring FreeG (2014)